# 187. strelska divizija (ZSSR)
187. strelska divizija (izvirno rusko 187. стрелковая дивизия; kratica 187. SD) je bila strelska divizija Rdeče armade v času druge svetovne vojne.

## Zgodovina
Divizija je bila ustanovljena leta 1941 v Černigovu in bila uničena septembra istega leta v Kijevu. Pozneje so jo ponovno ustanovili.